# Skotterud
Skotterud is een plaats in de Noorse gemeente Eidskog, provincie Innlandet. Skotterud telt 1329 inwoners (2007) en heeft een oppervlakte van 1,7 km².